# Поипу

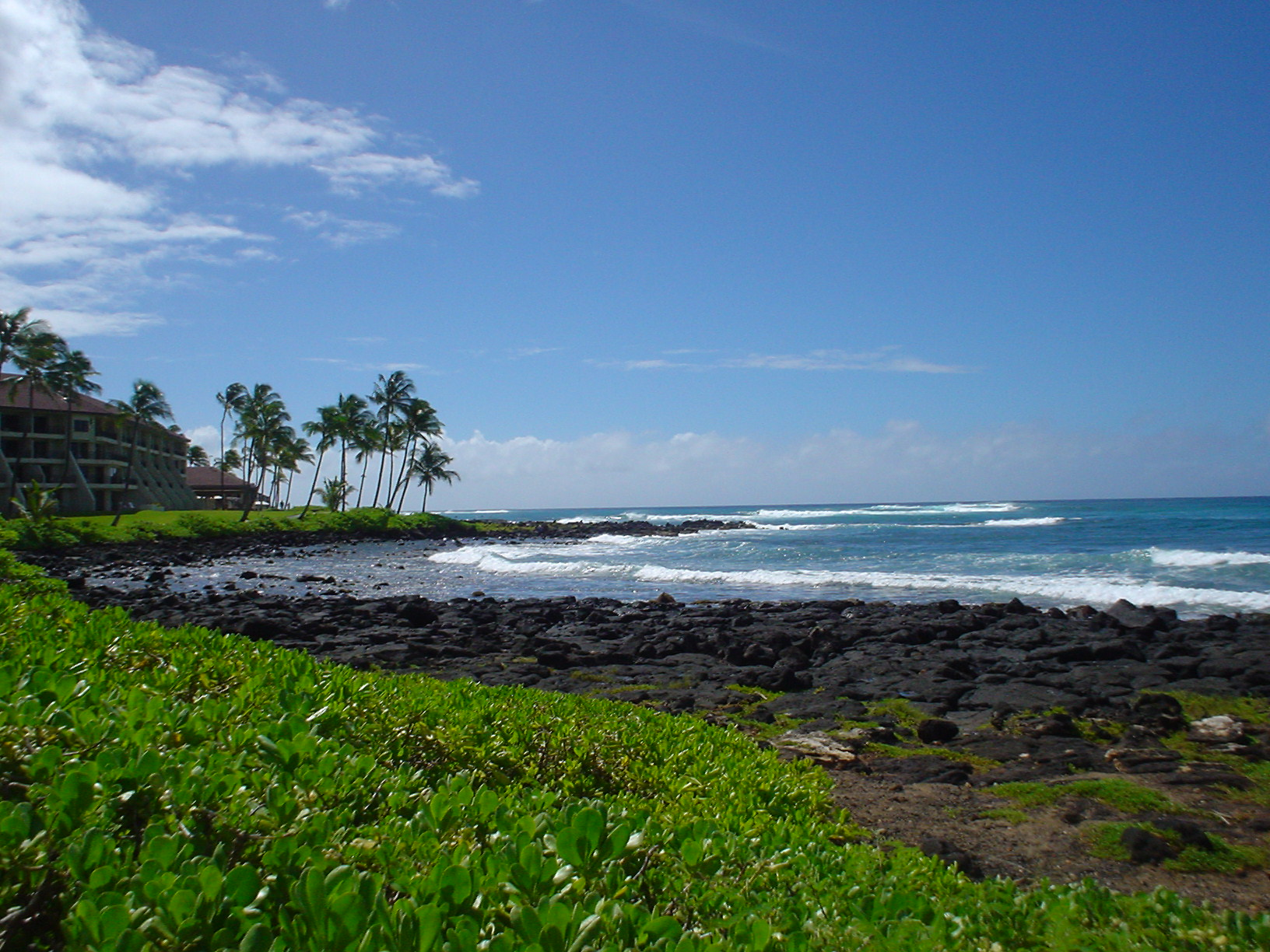
Бухта Поипу

Поипу (гав. Poʻipū — букв. «грохот волн») — статистически обособленная местность, расположенная в округе Кауаи, штат Гавайи, США.

## География
Согласно Бюро переписи населения США статистически обособленная местность Поипу имеет общую площадь 7,2 квадратных километров, из которых 6,4 км2 относится к суше и 0,8 км2 или 11,87 % — к водным ресурсам.

## Демография
По данным переписи населения за 2000 год в Поипу проживало 1075 человек, насчитывалось 472 домашних хозяйства, 311 семей и 1969 домов. Средняя плотность населения составляла около 169,1 человек на один квадратный километр.
Расовый состав Поипу по данным переписи распределился следующим образом: 69,4 % белых, 0,1 % — чёрных или афроамериканцев, 0,4 % — коренных американцев, 16,9 % — азиатов, 2 % — коренных жителей тихоокеанских островов, 10,5 % — представителей смешанных рас, 0,7 % — других народностей. Латиноамериканцы составили 4,2 % населения.
Из 472 домашних хозяйств в 18,6 % — воспитывали детей в возрасте до 18 лет, 57,4 % представляли собой совместно проживающие супружеские пары, в 5,3 % семей женщины проживали без мужей, 34,3 % не имели семьи. 24,6 % от общего числа семей на момент переписи жили самостоятельно, при этом 7,4 % составили одинокие пожилые люди в возрасте 65 лет и старше. В среднем домашнее хозяйство ведут 2,28 человек, а средний размер семьи — 2,65 человек.
Население Поипу по возрастному диапазону (данные переписи 2000 года) распределилось следующим образом: 16,3 % — жители младше 18 лет, 3,3 % — между 18 и 24 годами, 23 % — от 25 до 44 лет, 37 % — от 45 до 64 лет и 20,5 % — в возрасте 65 лет и старше. Средний возраст жителей составил 49 лет. На каждые 100 женщин приходилось 94,7 мужчин, при этом на каждые сто женщин 18 лет и старше приходилось 96,1 мужчин также старше 18 лет.

## Экономика
Средний доход на одно домашнее хозяйство Поипу составил 51 442 долларов США, а средний доход на одну семью — 62 396 долларов. При этом мужчины имели средний доход в 40 694 долларов в год против 30 625 долларов среднегодового дохода у женщин. Доход на душу населения составил 35 800 долларов в год. 2,7 % от всего числа семей в местности и 7,5 % от всей численности населения находилось на момент переписи за чертой бедности, при этом 6 % из них были моложе 18 лет и 1,3 % — в возрасте 65 лет и старше.

## Достопримечательности
Поипу является курортом. К достопримечательностям можно отнести «сады Моир», несколько отелей высокого класса, побережье и главный торговый центр.